# Trypanidius isolatus
Trypanidius isolatus là một loài bọ cánh cứng trong họ Cerambycidae.